# Wołodymyr Tukmakow
Wołodymyr Tukmakow, ukr. Володимир Тукмаков (ur. 5 marca 1946 w Odessie) – ukraiński szachista i trener szachowy (FIDE Senior Trainer od 2004), arcymistrz od 1972 roku.

## Kariera szachowa

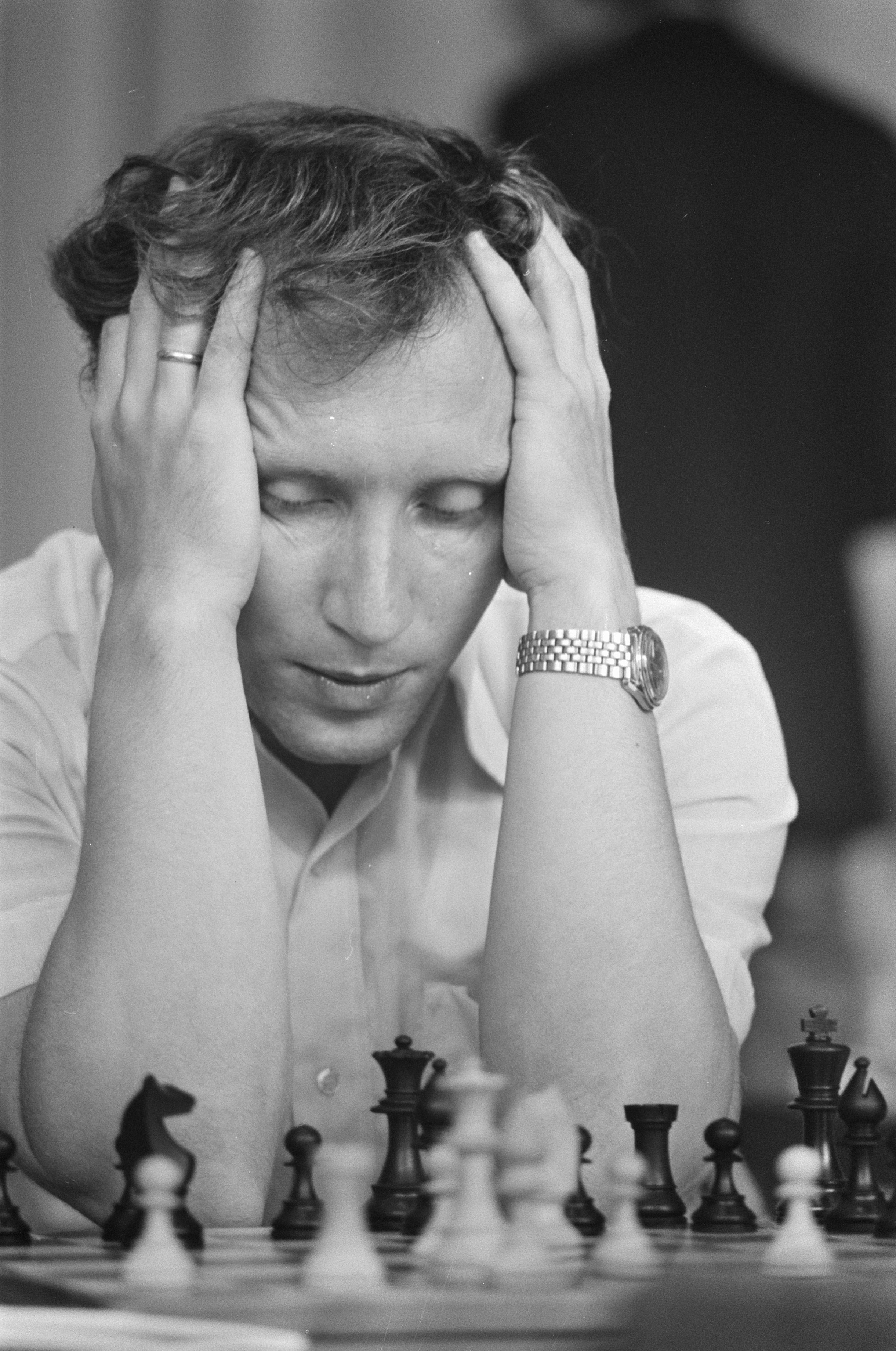
Wołodymyr Tukmakow, Amsterdam 1974

W latach 70. i 80. należał do szerokiej światowej czołówki. Dziewięciokrotnie zdobył złote medale na drużynowych akademickich mistrzostw świata (w latach 1966–1972). W roku 1970 zdobył w Kijowie mistrzostwo Ukrainy oraz zajął II miejsce (za Wiktorem Korcznojem) w mistrzostwach Związku Radzieckiego w Rydze. Sukces ten powtórzył dwa lata później, zajmując w Baku II miejsce za Michaiłem Talem. W roku 1973 w Bath zdobył dwa złote medale drużynowych mistrzostw Europy. Kolejne trzy złote medale zdobył w latach 1983 i 1989. W 1982 roku był bliski awansu do grona pretendentów do tytułu mistrza świata, zajmując w Las Palmas IV miejsce w turnieju międzystrefowym. Rok później zdobył swój trzeci srebrny medal mistrzostw ZSRR, zajmując w Moskwie II miejsce (za Anatolijem Karpowem). W roku 1984 w Salonikach wystąpił jedyny raz na szachowej olimpiadzie, zdobywając 7 pkt w 10 partiach i w dużym stopniu przyczyniając się do wywalczenia przez narodową drużynę złotego medalu olimpijskiego. W tym samym roku wystąpił w drużynie radzieckiej w meczu przeciwko reszcie świata w Londynie, w którym zdobył 2 pkt w 3 partiach. W 1988 zdobył srebrny medal na I mistrzostwach Europy w szachach aktywnych w Gijón.
Odniósł wiele znaczących sukcesów w turniejach międzynarodowych, m.in. w Buenos Aires (1970, II, za Bobby Fischerem), Madrycie (1973, II, za Anatolijem Karpowem), Amsterdamie (1974, I–III, turniej IBM, wraz z Vlastimilem Jansą i Borislavem Ivkovem), Lipsku (1975, II, za Witalijem Cieszkowskim), Děcinie (1977, I), Las Palmas (1978, I–II, wraz z Gyula Saxem), Wilnie (1978, I), Erywaniu (1982, II, za Arturem Jusupowem), Borze (1983, II–III, za Slavoljubem Marjanoviciem), Tilburgu (1984, II-V, za Anthonym Milesem), Sziraku (1985, I–II, wraz z Józsefem Pinterem), Dortmundzie (1987, II–III, za Jurijem Bałaszowem), Reggio Emilia (1988, I), Amsterdamie (1990, turniej OHRA-B, wraz z Judit Polgár), Wijk aan Zee (1992, I, turniej B), Palmie de Mallorce (1992, I, open), Helsinkach (1992, I–II, open), Barcelonie (1993, I–III), Puli (1994, I, open), Portorož (1995, I, open), Schwäbisch Gmünd (1997, I, open), Neuchâtel (2001, I-IV, open i 2002, I–III, open) oraz w Lozannie (2006, I).
Najwyższy ranking w karierze osiągnął 1 stycznia 1998 r., z wynikiem 2610 punktów dzielił wówczas 56-64. miejsce na światowej liście FIDE, jednocześnie dzieląc 2. miejsce (za Wasilijem Iwanczukiem, wspólnie z Aleksandrem Oniszczukiem) wśród ukraińskich szachistów.
W 2004 r. był kapitanem ukraińskiej drużyny, która zdobyła złoty medal na olimpiadzie w Calvii na Majorce.